# Midland County (Texas)
Das Midland County ist ein County im Bundesstaat Texas der Vereinigten Staaten. Das U.S. Census Bureau hat bei der Volkszählung 2020 eine Einwohnerzahl von 169.983 ermittelt. Der Sitz der County-Verwaltung (County Seat) befindet sich in Midland.

## Geographie
Das County liegt westlich des geographischen Zentrums von Texas, etwa 70 km vor der südöstlichen Grenze zu New Mexico und hat eine Fläche von 2336 Quadratkilometern, wovon 4 Quadratkilometer Wasserfläche sind. Es grenzt im Uhrzeigersinn an folgende Countys: Martin County, Glasscock County, Upton County, Ector County und Andrews County.

## Geschichte
Midland County wurde am 4. März 1885 aus Teilen des Tom Green County gebildet. Benannt wurde es derart, weil es auf der Strecke der Texas and Pacific Railway als „Mittelland“ (Midland) zwischen Fort Worth und El Paso liegt.

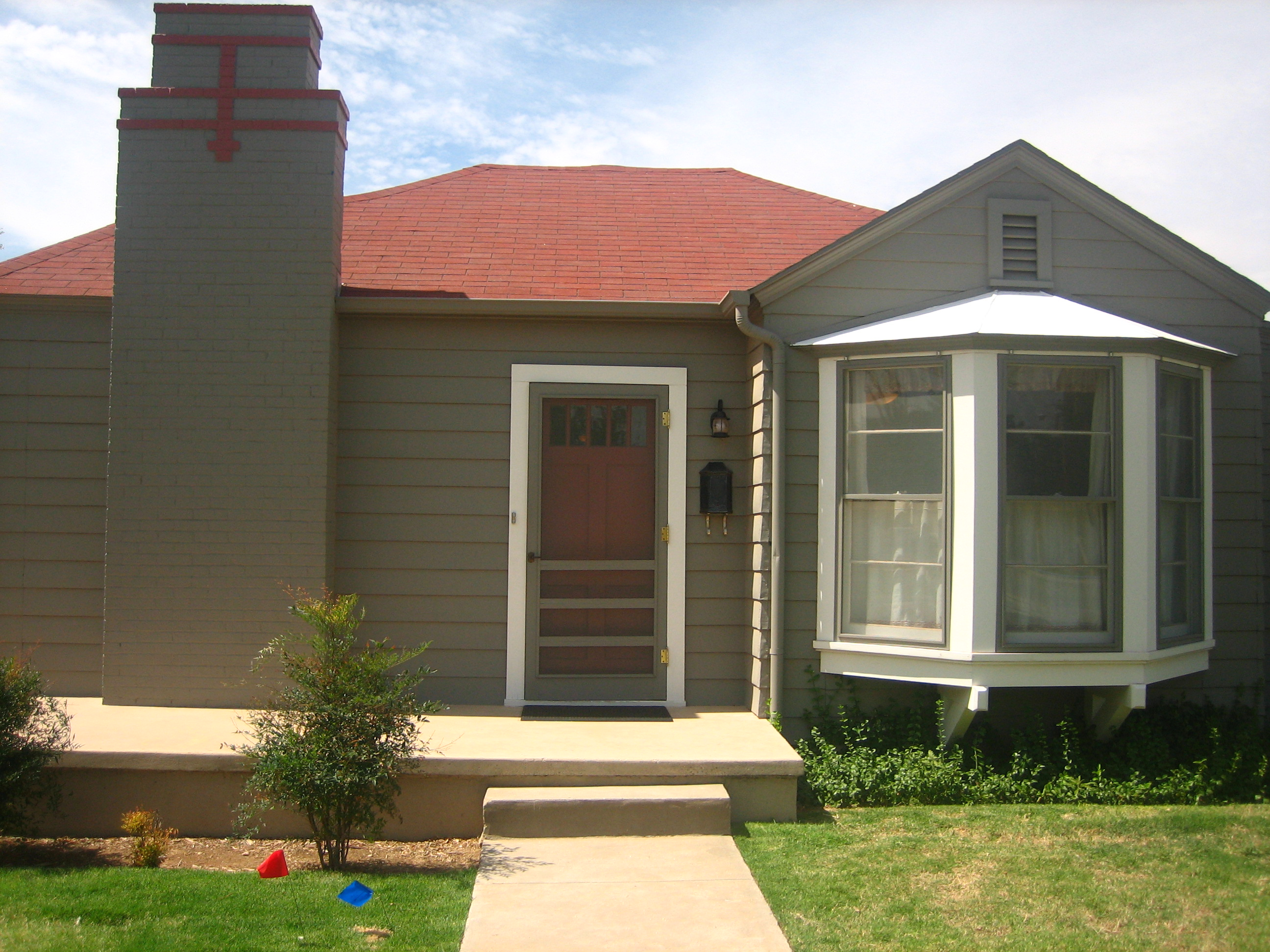
George W. Bush Childhood Home (2008)

Fünf Bauwerke im County sind im National Register of Historic Places („Nationales Verzeichnis historischer Orte“; NRHP) eingetragen (Stand 27. November 2021), darunter das Brown-Dorsey House, das George W. Bush Childhood Home und das Fred and Juliette Turner House.

## Demografische Daten
Nach der Volkszählung im Jahr 2000 lebten im Midland County 116.009 Menschen in 42.745 Haushalten und 30.947 Familien. Die Bevölkerungsdichte betrug 50 Einwohner pro Quadratkilometer. Ethnisch betrachtet setzte sich die Bevölkerung zusammen aus 77,32 Prozent Weißen, 6,98 Prozent Afroamerikanern, 0,64 Prozent amerikanischen Ureinwohnern, 0,93 Prozent Asiaten, 0,03 Prozent Bewohnern aus dem pazifischen Inselraum und 12,17 Prozent aus anderen ethnischen Gruppen; 1,92 Prozent stammten von zwei oder mehr Ethnien ab. 29,03 Prozent der Einwohner waren spanischer oder lateinamerikanischer Abstammung.
Von den 42.745 Haushalten hatten 38,9 Prozent Kinder oder Jugendliche, die mit ihnen zusammen lebten. 57,4 Prozent waren verheiratete, zusammenlebende Paare 11,4 Prozent waren allein erziehende Mütter und 27,6 Prozent waren keine Familien. 24,2 Prozent waren Singlehaushalte und in 8,6 Prozent lebten Menschen im Alter von 65 Jahren oder darüber. Die durchschnittliche Haushaltsgröße betrug 2,68 und die durchschnittliche Familiengröße betrug 3,21 Personen.
30,2 Prozent der Bevölkerung war unter 18 Jahre alt, 8,8 Prozent zwischen 18 und 24, 28,4 Prozent zwischen 25 und 44, 20,9 Prozent zwischen 45 und 64 und 11,6 Prozent waren 65 Jahre alt oder älter. Das Medianalter betrug 34 Jahre. Auf 100 weibliche Personen kamen 93,4 männliche Personen und auf 100 Frauen im Alter von 18 Jahren oder darüber kamen 89,4 Männer.
Das jährliche Durchschnittseinkommen eines Haushalts betrug 39.082 USD, das Durchschnittseinkommen einer Familie betrug 47.269 USD. Männer hatten ein Durchschnittseinkommen von 36.924 USD, Frauen 24.708 USD. Das Prokopfeinkommen betrug 20.369. 12,9 Prozent der Einwohner 10,3 Prozent der Familien lebten unterhalb der Armutsgrenze.